# J. Samuel White

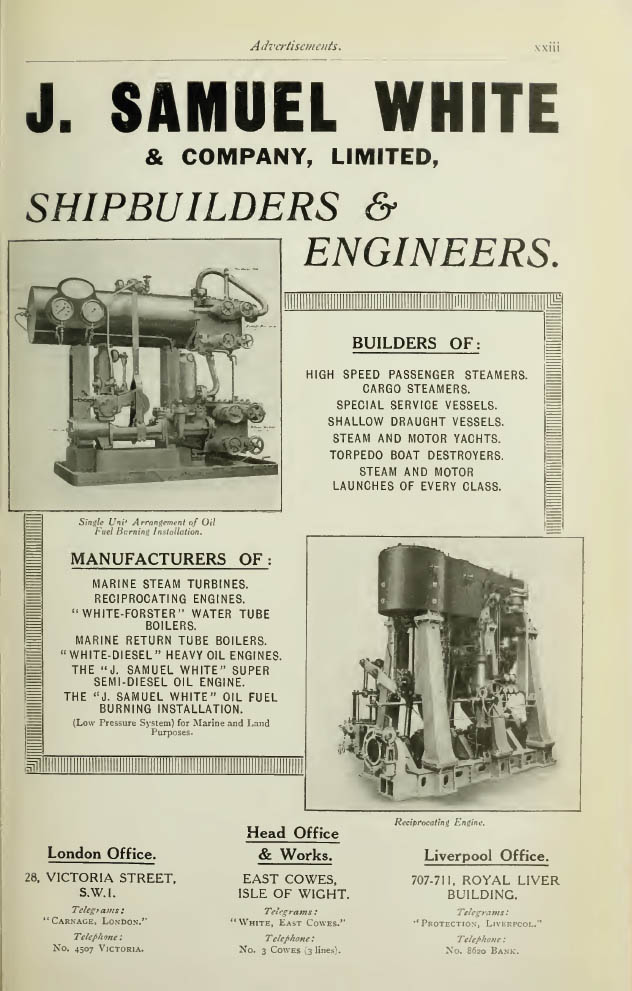
Anzeige von 1923

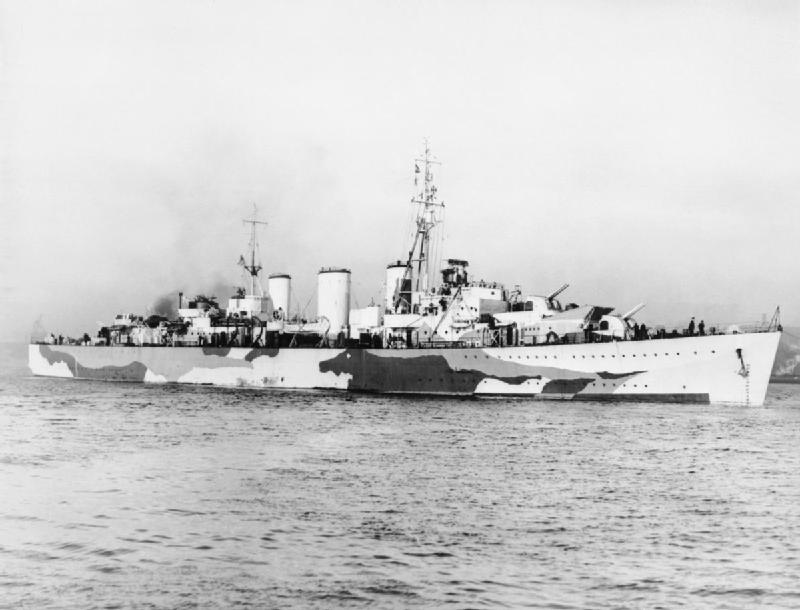
Minenleger HMS Abdiel, größter Neubau von J. Samuel White

Die Firma J. Samuel White war eine britische Werft und Maschinenfabrik in Cowes, die den Namen ihres Firmenchef John Samuel White (1838–1915) trug. Die Firma wurde Ende des 19. Jahrhunderts als Hersteller von Torpedobooten und Zerstörern bekannt. Sie belieferte ab 1886 die britische Royal Navy und exportierte auch einige Boote. 1965 lief dort der letzte Kriegsschiffsneubau vom Stapel. Neben der Herstellung von kleineren Kriegsschiffen war die Werft auch der Hersteller der meisten britischen Seenotrettungsboote. 1981 wurde der Betrieb eingestellt.

## Geschichte
Die Familie White war eine bekannte Schiffsbauerfamilie in Kent. Der Großvater von John Samuel White, Thomas White (1773–1859), verlegte 1802 seinen Betrieb von Broadstairs nach East Cowes an der Nordküste der Isle of Wight, wo er am Ostufer des River Medina einen Schiffsbauplatz mit bereits 100-jähriger Tradition erwarb. Zum Ende der napoleonischen Kriege erwarb er auch am gegenüberliegenden Ufer Land und eröffnete dort am 1. Oktober 1815 die „Thetis“-Werft. Der ältere Teil auf der Ostseite wurde anschließend modernisiert und erhielt 1925 den Namen „Falcon Yard“.
 Um 1850 begann die Herstellung von dampfgetriebenen Schiffen und die Firma White hatte etwa 500 Beschäftigte. 1899 wurde der Betrieb nochmals entscheidend umgebaut und vergrößert.
Der Betrieb konstruierte kleine Marine- und Handelsschiffe und eine Vielzahl von kleineren Booten. So wurde er Hauptlieferant von britischen Seenotrettungsbooten. Daneben wurde aber auch Schiffsantriebe gebaut, insbesondere Dampfturbinen, später auch Schiffsdiesel (White-Zweitaktmotoren, Lizenz MAN), Wasserrohrkessel der Bauart White-Forster und andere Ausrüstungsteile. 1914 hatte der Betrieb 1800 Beschäftigte, bei Kriegsende 4500 Beschäftigte. Die Zahl der Neubauten ging zwischen den Kriegen zurück, um dann während des Zweiten Weltkrieges wieder erheblich anzusteigen, obwohl der Betrieb mehrfach bombardiert wurde. So griff die deutsche Luftwaffe in der Nacht des 4. Mai 1942 die Werft an, in der sich gerade der polnische Zerstörer Błyskawica befand. Dieser verließ den Hafen, ging dann vor Anker und verteidigte seine Bauwerft, wobei zusätzliche Munition aus Portsmouth herbeigeschafft wurde. 800 Menschen wurden verletzt, über tausend Gebäude beschädigt und etwa 10.000 m² der Werftfläche zerstört.
1965 lief bei J.Samuel White der letzte Neubau für die Royal Navy vom Stapel. 1981 wurde die Firma aufgelöst.

## Bau von Torpedobooten und Zerstörern
1885 baute die Firma White die Swift als „torpedo boat catcher“. Sie war größer als die Torpedoboote der auf diese spezialisierten britischen Werften Thornycroft und Yarrow. Sie erreichte nicht deren Geschwindigkeit, aber eine abweichende Schiffsform gab ihr eine erheblich bessere Manövrierbarkeit und sie hatte mit sechs 47 mm-Schnellfeuerkanonen und drei Torpedorohren eine erheblich stärkere Bewaffnung und sollte so in der Lage sein, angreifende Torpedoboote abzuwehren. Die Royal Navy suchte nach Abwehrmöglichkeiten gegen Torpedoboote und erwarb das Boot, das als Torpedo Boat No 81 in ihren Dienst kam.
Die Navy entwickelte den Typ weiter zum Torpedokanonenboot, von denen mehrere Klassen beschafft wurden, sich aber als unzureichend erwiesen. White baute 1887/1888 mit der Sea Serpent noch ein ähnliches Boot, das aber keinen Käufer fand. Schließlich wurde es 1894 von der Firma Armstrong in Elswick angekauft und für China als Zerstörer Fei Ting fertiggestellt.

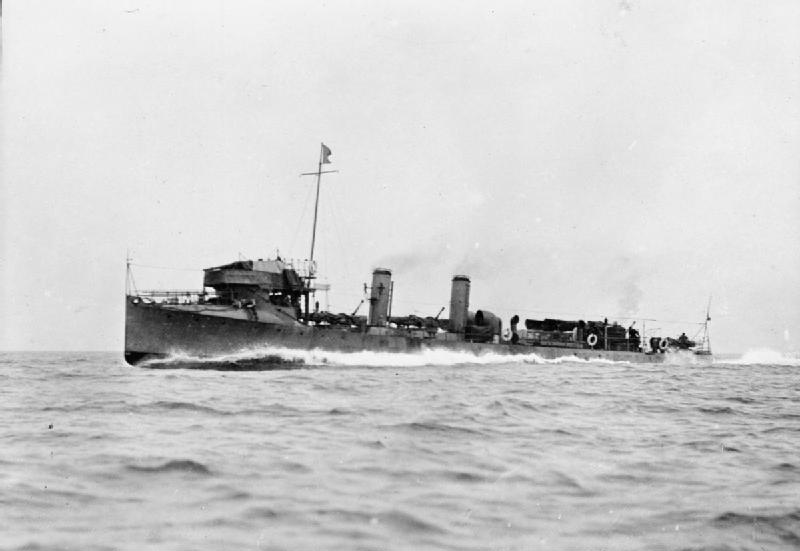
Der kleine Zerstörer Cricket

J. Samuel White erhielt ab 1885 von der Royal Navy Aufträge für Torpedoboote und lieferte bis 1908 27 Boote in fünf Baureihen. Die letzten zwölf Torpedoboote gehörte zu der insgesamt 36 Boote umfassenden Cricket-Klasse von 261 bis 283 ts, 26 kn, 2 × 12-pdr-Geschützen und 3 × 18"-Torpedorohren sowie 35 Mann Besatzung, die von 1906 bis 1909 gebaut wurde. Die ersten zwölf wurden 1906 als coastal destroyers bezeichnet und erhielten wie die fünf von White gebauten Boote mit den Namen Cricket, Dragonfly, Firefly, Sandfly und Spider nach Insekten, wurden dann aber zu Torpedobooten umklassifiziert wurden und TB 1 bis TB 5 bezeichnet. Die späteren White-Boote wurden TB 13 bis TB 16 (1907) und TB 25 bis TB 28 (1908).
 Alle bei White gebauten Torpedoboote waren bei Beginn des Weltkriegs noch vorhanden, drei gingen während des Krieges durch Kollisionen verloren, der Rest wurde nach dem Krieg abgebrochen.

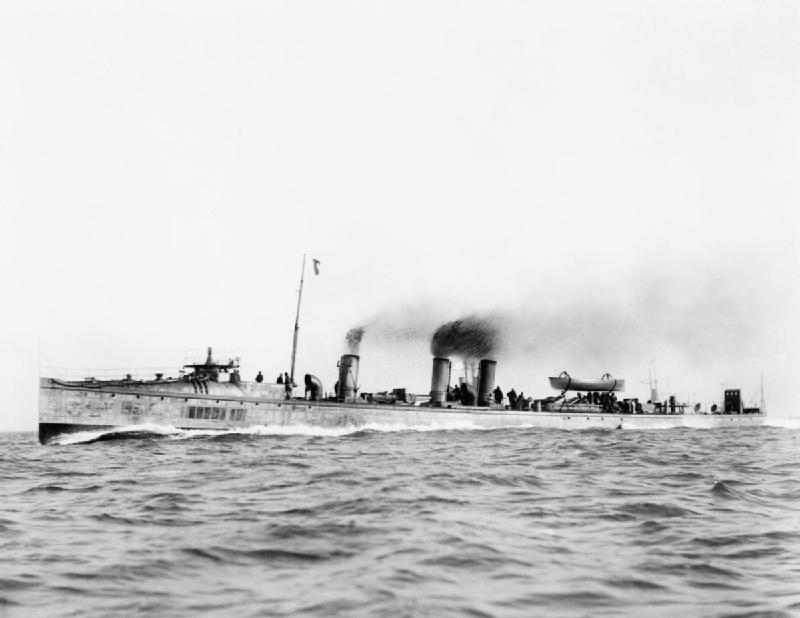
Der erste White-Zerstörer Conflict

Für die Torpedobootsabwehr hatte sich die Royal Navy Anfang der neunziger Jahre für den „torpedo boat destroyer“ nach dem von Yarrow gebauten Prototyp Havock entschieden, der in großer Zahl geordert wurden. Auch White wurde beteiligt und fertigte die drei Zerstörer der Conflict-Klasse (320 ts, White-Forster-Kessel, 4500 PS, 27 kn, 1 × 12pdr, 2 × TR) in den Jahren 1894 und 1895.
Ab 1905 war die Werft in der Regel Auftragnehmer von zwei bis drei Zerstörern der neuen Zerstörerklassen und baute bis zum Kriegsbeginn zwölf weitere Zerstörer für die Royal Navy:
- River-Klasse (ab 1913 E-Klasse, 590 ts, 25,5 kn), 1905 Ness und Nith
- Tribal-Klasse (ab 1913 F-Klasse, 860 ts, 33 kn), 1907 bis 1909 HMS Mohawk, Saracen und Crusader
- Beagle-Klasse (ab 1913 G-Klasse, 860 ts, 27 kn), 1909 und 1910 HMS Harpy und Basilisk
- Acorn-Klasse (ab 1913 H-Klasse, 772 ts, 27 kn), 1910 HMS Redpole, Rifleman und Ruby
- Acheron-Klasse (ab 1913 I-Klasse, 990 ts, 30 kn), 1911 Ferret und Forester

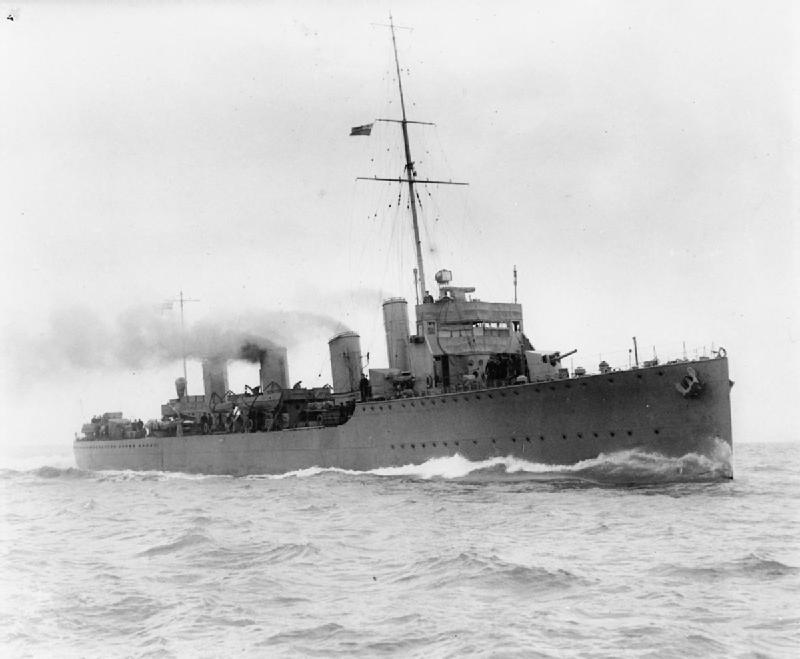
Die Botha der für Chile geplanten Almirante Lynch-Klasse

1912 gewann White auch einen bedeutenden Exportauftrag mit dem Bau von sechs Großzerstörern (1430 ts, 31 kn) der Almirante-Lynch-Klasse für Chile. Die beiden ersten Boote konnten noch vor dem Kriegsbeginn ausgeliefert werden. Die vier anderen wurden von der Royal Navy als Faulknor-Klasse übernommen und bewährten sich im Kriegseinsatz. Die Tipperary sank in der Skagerrakschlacht; die drei überlebenden Boote wurde nach dem Kriegsende erneut nach Chile verkauft.

### Bauten im Ersten Weltkrieg
Während des Ersten Weltkriegs stellte White nicht nur die vorgenannten Boote fertig, sondern auch noch zwei Friedensaufträge der L-Klasse und über 20 Zerstörer verschiedener Klassen, aber auch Geleitfahrzeuge und zwei Unterseeboote (HMS E 32 und F 2).

### Weitere Kriegsschiffbauten

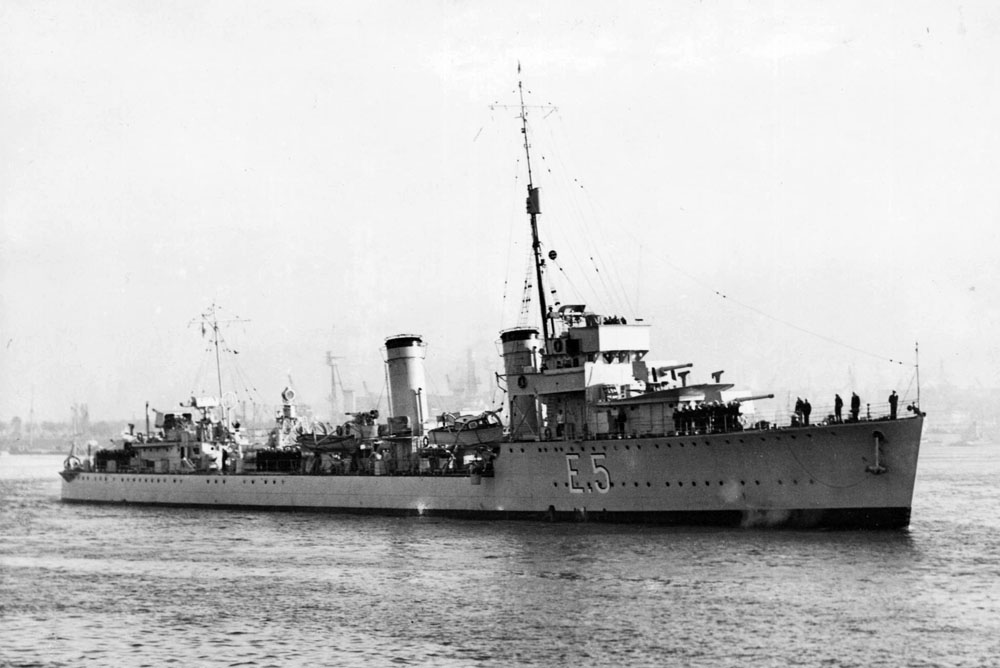
Der argentinische Zerstörer Tucumán

In den Jahren bis zum Zweiten Weltkrieg folgten weitere Zerstörer für die Royal Navy. Anfangs wurden einige Kriegsaufträge abgeschlossen, wie die 1924 in Dienst gekommene Wolverine (1120 ts). Ab Ende der zwanziger Jahre erfolgten Neuentwicklungen wie die Kempenfelt (1390 ts, später Assiniboine) von 1932, die Forester und Fury (1405 ts) von 1935, Intrepid und Impulsive (1370 ts) von 1937, Jersey und Kingston (1690 ts) von 1939.
Dazu wurden andere Fahrzeuge, so einige Sloops wie Bittern (1190 ts) und Egret (1200 ts) und sogar ein Flusskanonenboot gebaut. Exportaufträge erhielt die Firma schon 1927 für drei Zerstörer der Mendoza-Klasse (1595 ts, 36 kn, 1928/29) von Argentinien. Es folgten Aufträge für zwei Zerstörer von Polen (Grom und Błyskawica, 1975 ts, 39 kn, 1937) und Brasilien, die allerdings wegen des Krieges nicht mehr dorthin geliefert wurden und als Havant und Havelock (1340 ts) im Winter 1939/1940 in den Dienst der Royal Navy kamen.
Das größte in diesem Zeitraum in Auftrag gegebene Schiff war der 2650 ts große Minenleger Abdiel, der erst 1941 fertiggestellt wurde und das größte von J. Samuel White gefertigte Kriegsschiff blieb.
Während des Krieges baute die zum Teil schwer bombardierte Werft dreizehn Flottenzerstörer des Kriegsbauprogramms und zehn Geleitzerstörer der Hunt-Klasse, von denen die 1943 fertiggestellte Eggesford 1959 als Schulfregatte Brommy in den Dienst der Bundesmarine kam.
Dazu baute White auch einige Motortorpedoboote und Landungsfahrzeuge.

### Kriegsschiffbauten nach 1945

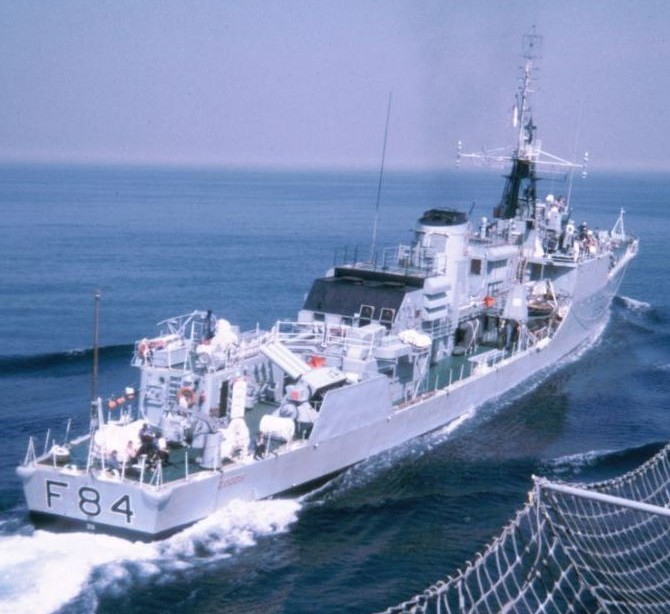
Die Fregatte Exmouth vom Typ 14

In der Nachkriegszeit lief 1950 mit der Dainty (2.830 ts, 30 kn) der Daring-Klasse der letzte Zerstörer für die Royal Navy vom Stapel. Dazu wurden in Cowes einige Flottenzerstörer in U-Boot-Abwehrfregatten umgebaut. J.Samuel White baute aber auch Minensucher und Schnellboote und war am Bau neuer Fregatten aller Nachkriegstypen beteiligt. Exportaufträge betrafen Modernisierungen zweier Zerstörer in U-Boot-Abwehrfregatten für Ägypten und Pakistan, zweier Geleitzerstörer für Ecuador. Dazu kam die Auslieferung von drei Minensucher-Neubauten an Frankreich und der Neubau zweier Fregatten vom Typ 14 für Indien neben dem Bau dreier Schiffe dieses Typs für die Royal Navy.
Letzter Exportbau war die 1959 vom Stapel gelaufene Fregatte Taranaki der Rothesay-Klasse. Als letzter Kriegsschiffsneubau lief 1965 die Arethusa der Leander-Klasse vom Stapel. Seit 1803 hatten die White-Werften in Cowes über 2.000 Fahrzeuge gefertigt.

## Museumsschiffe

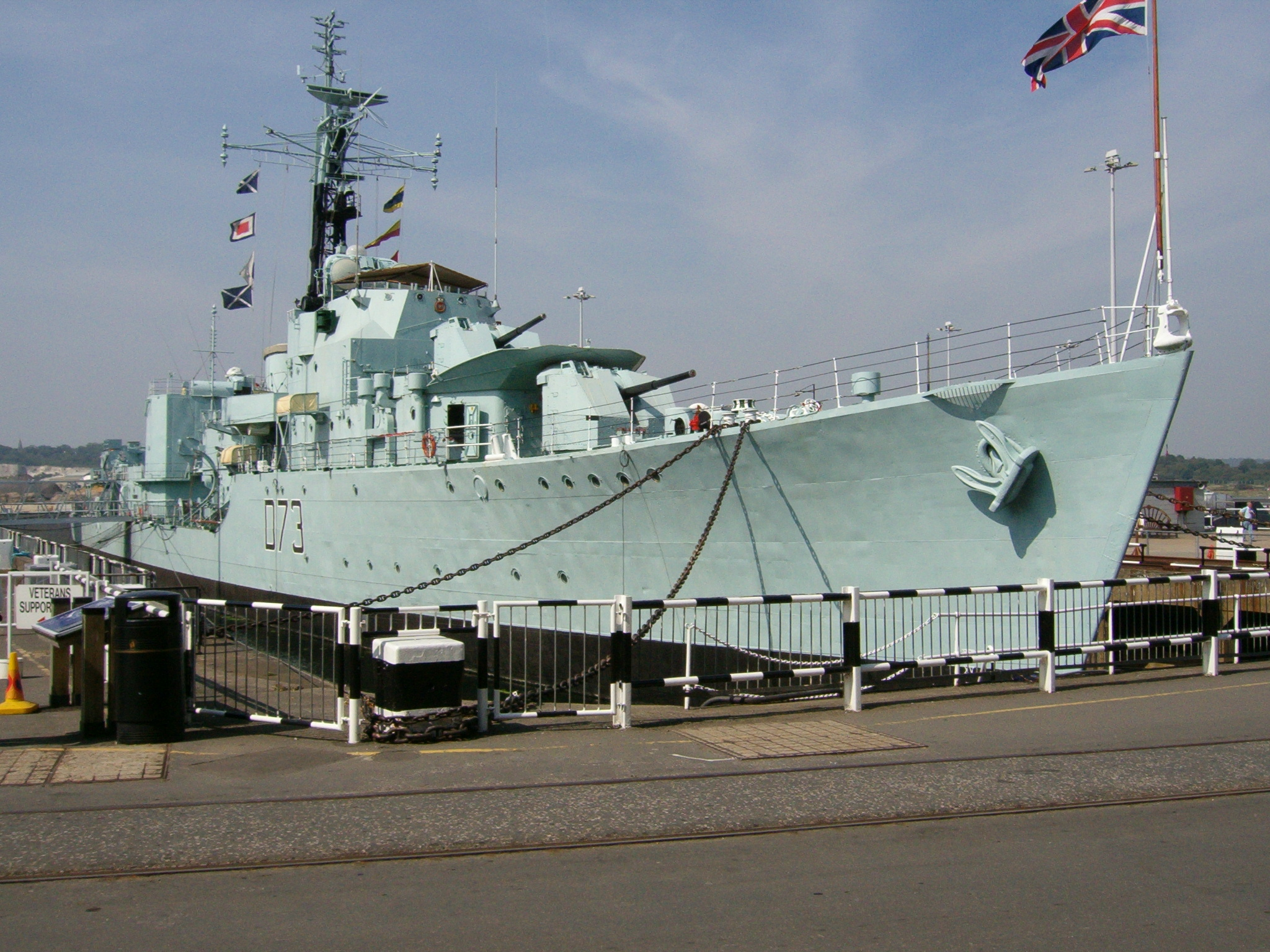
Das Museumsschiff Cavalier

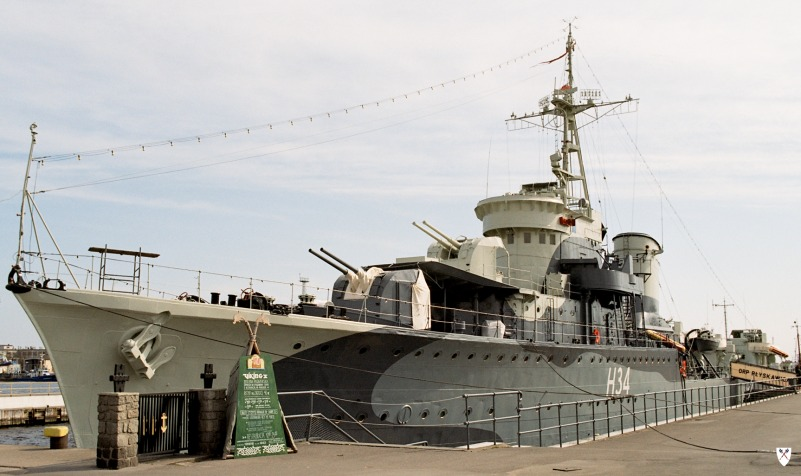
Das Museumsschiff Blyskawica

Zwei bei J.Samuel White gebaute Zerstörer sind als Museumsschiffe erhalten:
die 1937 fertiggestellte, polnische Błyskawica in Gdingen als ältester erhaltener Zerstörer der Welt in stark modernisierter Form und die 1944 fertiggestellte, britische Cavalier in Chatham (Kent) als einziger erhaltener britischer Flottenzerstörer des Zweiten Weltkrieges und Denkmal für 142 Zerstörer der Royal Navy, die im Zweiten Weltkrieg sanken, und die 11.000 Mann, die auf britischen Zerstörern starben.

## Flugzeugproduktion

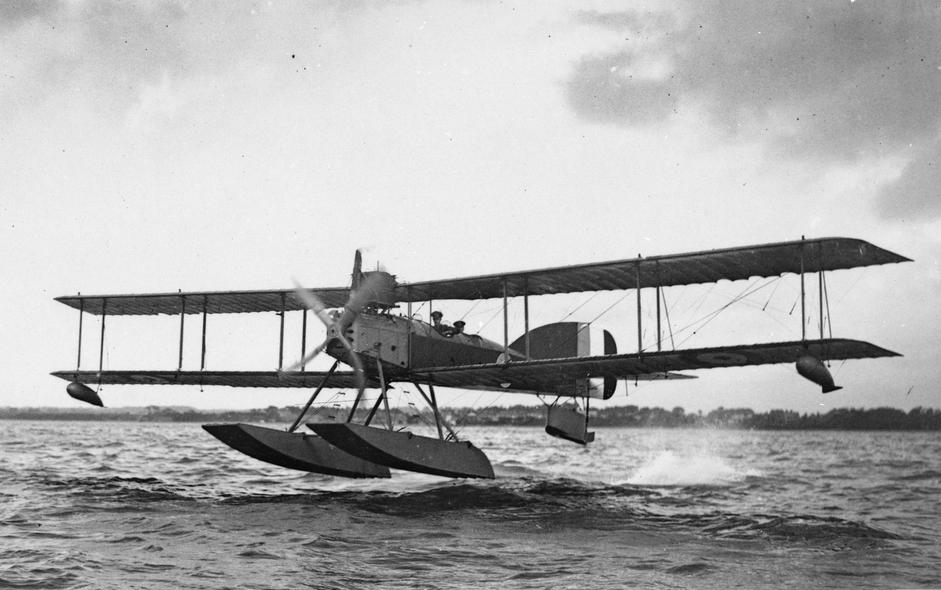
Short 184

Zwischen 1912 und 1916 hatte J.Samuel White auch eine Flugzeugabteilung, die eine Reihe von Seeflugzeugen unter dem Namen Wight Aircraft baute. 1913 entwickelte die Gesellschaft ein Flugboot, das auf der London Air Show im Olympia vorgestellt wurde. Als Schwimmerflugzeuge wurden die Eigenentwicklungen Wight Pusher Seaplane, Wight Twin, Wight Seaplane und Wight Converted Seaplane in kleinen Serien gebaut. Dazu kamen zwei Versuchsmuster der AD Seaplane Type 1000, einer dreimotorige Seeflugzeugvariante der Handley Page Type O. Im Auftrag des Royal Naval Air Service entstand das einsitzige Aufklärungsflugboot N14 Wight Baby, ein Dreidecker, der im Juni 1917 erstmals flog, aber nicht befriedigte. Eine geplante Doppeldeckervariante N15 wurde nicht gebaut. Als Prototyp baute White 1916 auch einen Vierdecker-Scout N456, der ein unbefriedigendes Experiment blieb.

In Serie baute die Gesellschaft 110 Maschinen vom Typ Short 184 in Lizenz der Firma Short Brothers.